# فرانك براون (دراج)
فرانك براون هو دراج كندي، (ولد في Plainfield, Ontario ‏ في كندا 1890 – 1969 م).

## وصلات خارجية
- فرانك براون على موقع إحصائيات الدراجات الإحترافية (الإنجليزية)
- فرانك براون على موقع اللجنة الأولمبية الدولية (الإنجليزية)
- فرانك براون على موقع أوليمبيديا (الإنجليزية)